# Udim
Udim (hebr.: אודים) – moszaw położony w samorządzie regionu Chof ha-Szaron, w Dystrykcie Centralnym, w Izraelu.
Leży na równinie Szaron w pobliżu wybrzeża Morza Śródziemnego, w odległości jednego kilometra na południe od miasta Netanji, w otoczeniu osiedli miasta Netanji (Ramat Poleg, Kiriat Nordau i strefy przemysłowej), moszawów Kefar Netter i Bet Jehoszua, oraz kibucu Jakum.

## Historia
Moszaw został założony w 1948 przez Żydów ocalałych z Holocaustu, którzy przyjechali do Izraela z Rumunii. Nazwa została zaczerpnięta z Księgi Zahariasza 3:2 i nawiązuje do cudownego ocalenia założycieli moszawu z Holocaustu:

Ale Pan rzekł do szatana: Niech cię Pan zgromi, szatanie! niech cię, mówię, zgromi Pan, który obrał Jeruzalem. Izali ten nie jest jako głownia wyrwana z ognia?

W następnych latach osiedlili się tutaj imigranci z Jemenu i Iraku.

## Gospodarka
Gospodarka moszawu opiera się na intensywnym rolnictwie. Tutejsza spółka Valeria Plus Ltd. jest jednym z największych w Izraelu przedsiębiorstw rolniczych eksportujących żywność do Europy i Rosji. Główną specjalizacją firmy jest eksport świeżych przypraw ziołowych, warzyw oraz owoców, hodowanych zarówno w sposób tradycyjny jak i organiczny przy wykorzystaniu najnowocześniejszych technologii rolniczych
Z przemysłu działa tutaj firma Testa Technologies Ltd. produkująca aparaty ucieczkowe używane w nieprzyjaznym dla człowieka środowisku (skażenie chemiczne, biologiczne, radiologiczne i nuklearne).
Na północ od moszawu znajduje się strefa przemysłowa Netanji oraz duże centrum handlowe Ikei.

## Komunikacja
Przy moszawie przebiega autostrada nr 2. Od strony północnej przy moszawie przebiega droga nr 553, którą jadąc w kierunku zachodnim przejeżdża się przez węzeł drogowy autostrady i wjeżdża się do osiedli miasta Natanja. Natomiast jadąc drogą nr 553 w kierunku południowo-wschodnim dojeżdża się do moszawu Bet Jehoszua.
Znajduje się tutaj stacja kolejowa Bet Jehoszua. Pociągi z Bet Jehoszua jadą do Binjamina-Giwat Ada, Netanji, Tel Awiwu, Lod, Rechowot i Aszkelonu.